# Таджірі (Осака)
Таджі́рі (яп. 田尻町, たじりちょう, МФА: [tad͡ʑiɾʲi t͡ɕoː]?) —  в повіті Сеннан префектури Осака.   Площа становить 4,96 км². Станом на 1 липня 2012 року населення складало 8070  осіб, густота населення — 1630 осіб/км².   

## Демографія
Згідно з даними перепису населення Японії, населення Таджірі збільшується, окрім періоду з 80-х до початку 00-х. Станом на 1 жовтня 2020 року населення складало 8434 особи, з яких чоловіків — 4176 осіб, жінок — 4258 осіб. Густота населення — 1501 осіб/км².